# شوح إسباني
الشوح الإسباني نوع نباتي شجري ينتمي إلى جنس الشوح من الفصيلة الصنوبرية.

## الإنتشار
موطنه جبال الأندلس في جنوب إسبانيا وجبال الريف شمال المغرب.